# Dasht-e Naomid
Dasht-e Naomid är en öken på gränsen mellan östra Iran och västra Afghanistan.